# Kleine vierzehnjährige Tänzerin

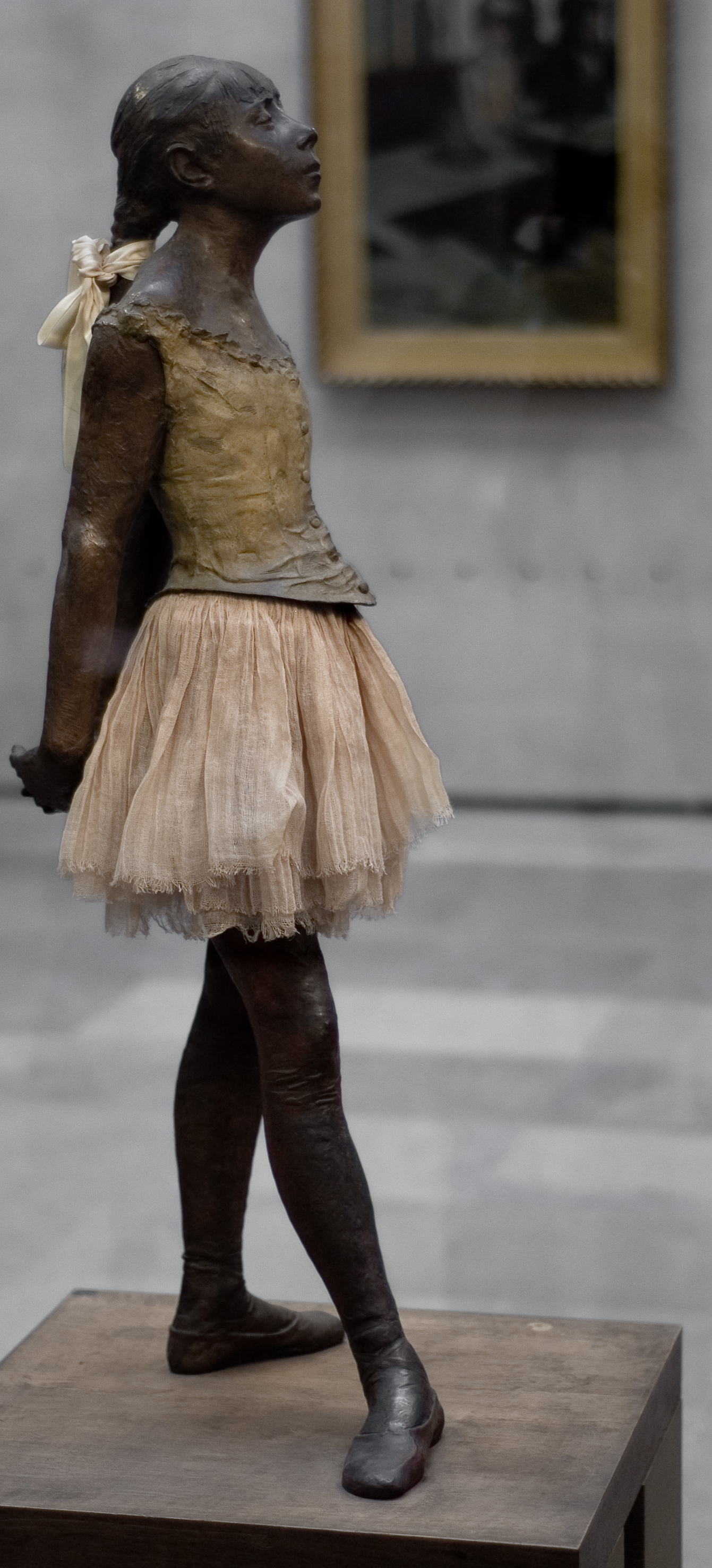
La Petite Danseuse de quatorze ans als Bronzeplastik im Musée d’Orsay, Paris

La Petite Danseuse de quatorze ans (Kleine vierzehnjährige Tänzerin) auch als Grande Danseuse habillée (Große bekleidete Tänzerin) bezeichnet, ist eine Skulptur von Edgar Degas, die zwischen 1875 und 1880 als bemalte Wachsfigur entstanden ist. Die mit echten Haaren, einer Haarschleife aus Satin, einem Ballettkleid aus Tüll und einem Mieder ergänzte Figur zeigt die vierzehnjährige Tänzerin Marie van Goethem, die für Degas Modell stand. Die Skulptur wurde nach dem Tod des Künstlers in seinem Nachlass entdeckt und später in Bronze gegossen. Die abgebildete Bronzeplastik gehört heute zur Sammlung des Musée d’Orsay in Paris. Insgesamt gibt es 29 Bronzeabgüsse von diesem Motiv in Museen und Privatsammlungen. Die originale Wachsfigur befindet sich in der National Gallery of Art in Washington. Weitere Abgüsse werden unter anderem im New Yorker Metropolitan Museum of Art, in der Ny Carlsberg Glyptotek, Kopenhagen, dem Kunsthaus Zürich, dem Musée d’Orsay in Paris und in der Dresdner Skulpturensammlung gezeigt.

## Beschreibung der Figur
Die Skulptur des Musée d’Orsay steht auf einem Holzsockel und misst in der Höhe 98, der Breite 35,2 und in der Tiefe 24,5 cm. 29 Bronzeabgüsse nach der originalen Wachsfigur sind ab 1921 in der Gusstechnik Verlorene Form hergestellt und ausstaffiert worden, die Oberfläche ist farbig patiniert. Auftraggeber dieser Arbeiten waren die Erben des Künstlers.
Die Tänzerin steht in der sogenannten IV. Position, ihr rechter Fuß des Spielbeins steht stumpfwinkelig zum Standbein. Ihre Hände hält sie hinter dem Körper in der Arm- und Handposition, dem sogenannten Bras bas (eigentlich: Die Waffen nieder), die Arme allerdings gestreckt. Ihr Kopf ist erhoben und der Blick nach vorn gerichtet. Die Figur nimmt eine aufmerksame und selbstbewusste Ruheposition, aber mit hoher Körperspannung, ein.
Die originale Wachsfigur war bemalt und ahmte die Oberfläche der menschlichen Haut nach. Sie war realitätsnah gekleidet mit Ballettschuhen, kurzem Kleid, Mieder und trug eine handelsübliche Perücke. Der Bronzeabguss aus dem Musée d’Orsay ist spärlicher bekleidet. Die Figur trägt nur ein Mieder aus Seide, ein Ballettkleid, genannt Tutu, aus Tüll, und die Haare, als lockerer Zopf oder Pferdeschwanz gestaltet, werden von einem Band aus Satin zusammengehalten. Der Rest ist durch die Patinierung der Bronze nicht besonders herausgehoben.

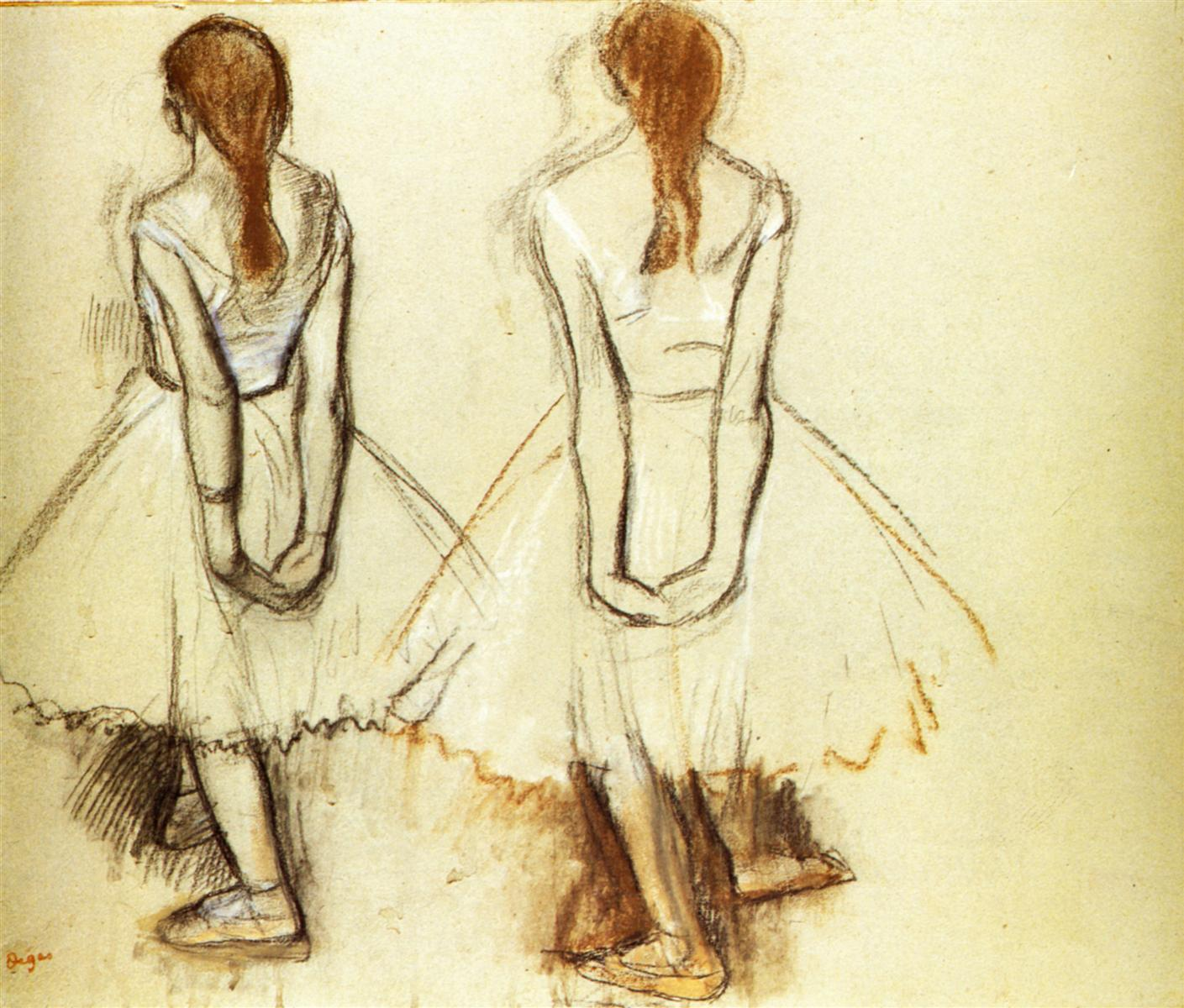
Vorstudien der Tänzerin (47,5 × 59 cm), Kreidezeichnung mit Weißüberhöhung, Sammlung Max Rayne, London

Degas verwandte im Gegensatz zu seinen anderen Plastiken aus Wachs und Ton, die eher Arbeitsmaterial und Vorstudien zu weiterführenden Arbeiten waren, viel Sorgfalt. Er fasste die Tänzerin als eigenständige Arbeit auf und stellte von ihr zunächst sowohl eine kleine Maquette (Modell) der nackten Figur aus rotem Wachs, als auch sechs großformatige Zeichnungen her, auf denen das Mädchen insgesamt 16 mal in verschiedenen Positionen erscheint. Nackt, en face, von hinten, von der Seite, als Porträt und als ganze Figur.
Länge und Farbe des Ballettkleids waren Anlass für eine Auseinandersetzung anlässlich der Ausstellung Degas and the little dancer im Joslyn Art Museum, Omaha, 1998. In der Realität trugen die Tänzerinnen im 19. Jahrhundert ein das Knie bedeckendes Kleid aus Musselin, wie es der damaligen romantischen Mode entsprach. Heute wird diese Art Ballettkleid auch als Tutu Degas (long) bezeichnet. Degas stellte seine Tänzerinnen mit einem solchen langen Kleid dar. Die nach dem Tode von Degas (1917) ab 1921 hergestellten Bronzeabgüsse erhielten aber kurze Tutus, wie sie die Wachsfigur in der sechsten Impressionistenausstellung 1881 trug. Da die Textilien der Figur im Laufe der Zeit immer wieder ersetzt werden müssen, erhielt auch das in Omaha gezeigte Exemplar ein neues Kleid, was zu einer Auseinandersetzung in den entsprechenden Kunstkreisen führte, so dass sich der Kurator der Ausstellung, der Kunsthistoriker Richard Kendall, rechtfertigen musste.

## Geschichte, Kritik und Skandal
Die knapp einen Meter hohe Wachsfigur wurde ein einziges Mal im Jahr 1881 auf der sechsten Pariser Ausstellung der Impressionisten in einer Vitrine gezeigt und bewirkte unterschiedliche Reaktionen, die von großer Bewunderung bis zu völliger Ablehnung reichten. Die Figur stellte provokativ eine absolut von der Norm der Zeit abweichende Kunstauffassung dar und erzeugte einen Skandal.
Die Kunsthistorikerin Gabriella Asaro betrachtet die Reaktionen auf das Kunstwerk und findet es erstaunlich, warum ein solches Kunstwerk, das nur ein einfaches Mädchen darstellt, damals und manchmal auch heute noch, so heftige Reaktionen und Kritiken auf sich ziehen konnte und kann. Degas’ Skulptur widersprach dem im 19. Jahrhundert herrschenden Sittenkodex, den sogenannten „guten Manieren“ und der bürgerlichen Moral. Die damaligen Betrachter der Figur in der Impressionistenausstellung von 1881 konnten durchaus eine Möglichkeit gesehen haben, damit ihre eigenen geheimen Wünsche, Fantasien und Obsessionen zu befriedigen. Degas hat viele eindeutig misogyne Bilder von Frauen gemalt, aber dieses Werk ist frei von jeglicher indiskreter Verachtung einer Frau.
Die Kritiker sprachen von „schrecklicher Wirklichkeit“, die Figur der Tänzerin sei „hässlich“, „kümmerlich“ und „bösartig“. Doch das Kunstwerk wurde auch bewundert und geschätzt, besonders von denen, die Degas’ Malerei kannten und seine künstlerischen Absichten verstanden. So fand der Schriftsteller Joris-Karl Huysmans die Skulptur zukunftsweisend: „[…] alle Ideen des Publikums über Bildhauerei, über diese kalten, leblosen, weißen Erscheinungen, über diese denkwürdigen, seit Jahrhunderten wiederholten schablonenmäßigen Werke werden umgestürzt. Tatsache ist, daß Monsieur Degas die Traditionen der Bildhauerkunst umgestoßen hat […].“
Der Kritiker Paul Mantz stellte in der Zeitung le Temps vom 23. April 1881 in seiner Rezension die Frage, „warum eine solche Figur, deren Stirn und Lippen einen so bösartigen Ausdruck haben, überhaupt ausgestellt wird.“ Andere Betrachter, wie der Maler Auguste Renoir und der Kritiker und Herausgeber der Kunstzeitschrift Gazette des Beaux-Arts Charles Ephrussi sahen in Degas’ Skulptur der Tänzerin den Versuch eines „teilweise neuartigen Realismus“.

## Modell der Skulptur

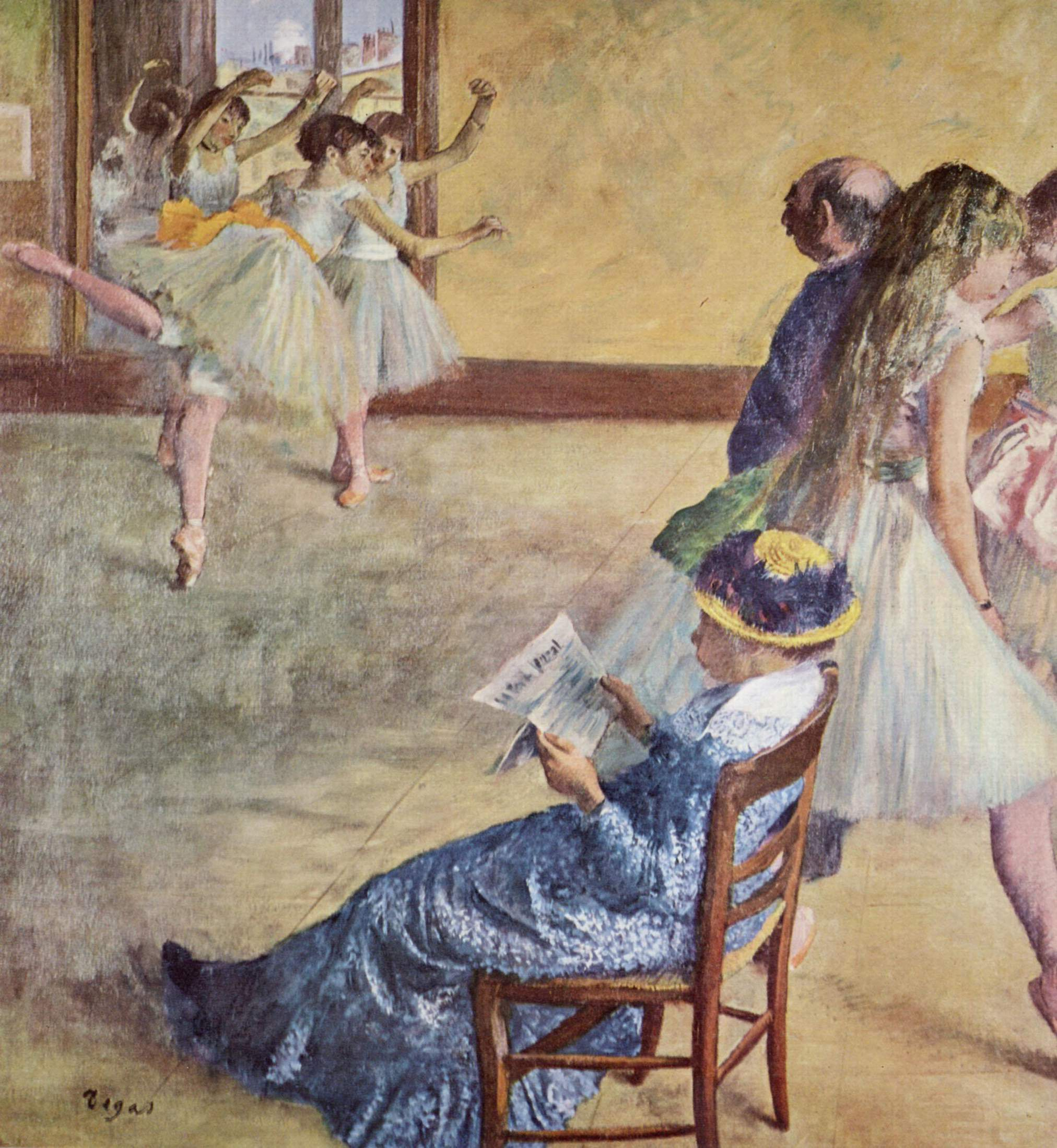
Edgar Degas: Classe de ballet (1878–1880), Philadelphia Museum of Art. Marie van Goethem ist auf dem Bild die Tänzerin mit den langen Haaren am rechten Rand.

Edgar Degas’ Modell für seine Skulptur war ein mageres Kind, eine sogenannte Ballettratte (petit rat). Im 19. Jahrhundert war für Pariser Mädchen aus armen Verhältnissen eine Ausbildung am Ballett der Oper oft die einzige Möglichkeit zu überleben. Viele Bilder von Degas zeigen überaus schlanke Balletttänzerinnen. In diesem Werk ist die von Degas modellierte Person genau zu identifizieren. Es ist die am 17. Februar 1864 geborene Marie Genevieve van Goethem (es gibt in der Literatur verschiedene Schreibweisen dieses Namens). Marie war die Tochter eines Schneiders und einer Wäscherin, die aus Belgien kamen. Die Familie lebte in armen Verhältnissen im 9. Pariser Arrondissement. Marie und ihre beiden Schwestern Antoinette und Louise-Joséphine wurden von ihrer Mutter dem Pariser Opernballett vorgestellt und erhielten Ausbildungsplätze. Alle drei dienten auch als Modell für Degas, was durch die Einträge ihrer Namen in seinen Skizzenbüchern nachgewiesen ist. Nur wenig ist über Maries Leben bekannt. 1879 mussten sie und ihre Schwester Antoinette die Oper verlassen, so blieb für die beiden nur noch die Prostitution. Degas hat Marie auch in einem Gemälde mit dem Titel Ballettklasse (1878–1880) dargestellt. Es ist die Tänzerin mit den langen Haaren am rechten Bildrand.

## Provenienz
Die Provenienz des Werkes ist lückenlos überliefert. Die Wachsfigur mit ihren textilen Accessoires wurde nur einmal öffentlich in der sechsten Pariser Impressionistenausstellung, die 1881 im Atelier des Fotografen Nadar am Boulevard des Capucines, Nr. 35 stattfand, gezeigt. Sie blieb bis zum Tod Degas’, 1917, in seinem Besitz. Sie wurde unter den 150 Skulpturen aus dem Nachlass in seinem Atelier gefunden. 73 von ihnen, darunter die Tänzerin, bewahrte und restaurierte Degas’ Freund, der Bildhauer Paul-Albert Bartholomé. 1921 wurde die Tänzerin von der Bildgießerei Adrien-Aurélien Hébrard in Bronze nach einer Gipsform des Originals gegossen und 1922 in der Galerie der Gießerei ausgestellt. Bis 1931 folgten weitere 28 Abgüsse. Die originale Wachsfigur und der erste Abguss blieben bis 1955 im Besitz der Erben von Hébrard. Dann gingen sie in das Eigentum des amerikanischen Kunstsammlers Paul Mellon über, der die Stücke der National Gallery of Art in Washington zunächst als Dauerleihgabe überließ und dann vermachte.
Am 24. Juni 2015 erzielte der Bronzeabguss der Tänzerin aus einer Privatsammlung bei einer Versteigerung im Kunstauktionshaus Sotheby’s in London einen Preis von 15.829.000 Pfund (etwa 18.836.510 Euro).

## Ausstellungen (Auswahl)
- La sculpture française au XIXe siècle. Paris 1986
- Degas. Paris, Ottawa, New York 1988
- Intimität und Pose. Hamburger Kunsthalle 2009
- Crime et Châtiment. Paris 2010
- Degas sculpteur, un exceptionnel Orsay hors les murs. Roubaix 2010
- Degas. Capolavori dal Musée d’Orsay. Turin 2012
- Degas’ Little Dancer. National Gallery of Art, Washington 5. Oktober 2014 bis 11. Januar 2015

## Rezeption
2010 brachte die Pariser Oper eine Ballettinszenierung von Patrice Bart mit dem Titel La petite danseuse de Degas an der Opéra Garnier heraus, die die Geschichte der Marie van Goethem frei nacherzählt. Anlass war eine Anfrage des Musée d’Orsay an die Kostümwerkstatt der Pariser Oper, weil Ende der 1990er Jahre ein neues Ballettkleid für die Skulptur gebraucht wurde. Die Opernhistorikerin Martine Kahane hatte daher die Idee, Maries Geschichte auf die Bühne zu bringen. Das Bühnenbild zu dieser Inszenierung stammte von Ezio Toffolutti. Das Stück erzählt die tragische Geschichte der Marie, die ihren Vater verloren hatte und ihre Mutter finanziell unterstützen musste. So arbeitete sie als Tänzerin, stand Modell für Künstler und arbeitete als Prostituierte, weswegen sie die Tanztruppe der Pariser Oper verlassen musste.
Im Jahr 2014 wurde im Zusammenhang mit der Ausstellung Degas’ Little Dancer in der National Gallery of Art die Geschichte von Edgar Degas und der jungen Balletttänzerin Marie van Goethem als Musical mit dem Titel Little Dancer inszeniert, das am 25. Oktober 2014 im Kennedy Center von Washington seine Uraufführung hatte. Erzählt wird in einer Mischung aus realem Hintergrund und Fiktion die Geschichte einer jungen Ballettschülerin des Pariser Opernballetts. Zerrissen zwischen ihrer Familie, die aus ärmlichen Verhältnissen stammt und den Verlockungen reicher Männer, kämpft das junge Mädchen, das an der Schwelle zur Weiblichkeit steht, um ihren Platz im Ballett. Darsteller sind unter anderem der vierfache Tony Award Gewinner Boyd Gaines, der Edgar Degas verkörpert, die dreifach für den Tony Award nominierte Rebecca Luker als erwachsene Marie, sowie die New Yorker Balletttänzerin Tiler Peck als junge Marie. Das Libretto stammt von Lynn Ahrens, die Musik wurde von dem Komponisten Stephen Flaherty zusammengestellt, Regie und Choreographie übernahm die fünffache Tony Award Gewinnerin Susan Stroman.
Es ist die Geschichte des französischen Malers und eines jungen Mädchens, das durch die Skulptur zu einer weltbekannten Tänzerin wurde.